# Mäzjilis
Mäzjilis (kazakiska Мәжіліс) är Kazakstans parlaments underhus. Den består av 107 ledamöter som väljs vart femte år.
Parlamentariskt arbete sker i sju kommittéer.
Mäzjilis grundades på grund av folkomröstningsresultatet 1995. Dess storlek var 67 ledamöter, varav nio var kvinnor. I valet 2004 ökades antal ledamöter till 77. Sedan 2007 har underhusets storlek varit 107..

## Senaste val
Senaste valet hölls 2016. Alla medborgare som är minst 18 år gamla har rösträtt, men kandidater måste vara minst 25 år gamla.
98 väljs i direkt val medan 9 väljs med Mäzjilis samtycke.